# بندیکت ماتورین
بندیکت ماتورین (انگلیسی: Bennedict Mathurin؛ زادهٔ ۱۹ ژوئن ۲۰۰۲) بازیکن بسکتبال اهل کانادا است.
وی در مسابقات کشوری و بین‌المللی در مجموع برندهٔ ۱ مدال برنز شده‌است.